# Geraldo Holanda Cavalcanti
Geraldo Egídio da Costa Holanda Cavalcanti (em grafia antiga Geraldo Egydio da Costa Hollanda Cavalcanti) GOC • GOIH (Recife, 6 de fevereiro de 1929) é um diplomata, poeta, ensaísta e tradutor brasileiro.

## Biografia
Geraldo é bacharel em Ciências jurídicas e sociais, formado em 1951 pela Faculdade de Direito.
A 26 de Fevereiro de 1975 foi feito Grande-Oficial da Ordem do Infante D. Henrique e a 20 de Dezembro de 1977 foi feito Grande-Oficial da Ordem Militar de Cristo de Portugal.
Geraldo foi eleito em 2 de junho de 2010 para a cadeira 29 da Academia Brasileira de Letras (ABL), fundada pelo teatrólogo Artur de Azevedo e ocupada anteriormente pelo bibliófilo José Mindlin.
Em 19 de dezembro de 2013, Geraldo Cavalcanti foi eleito presidente da Academia Brasileira de Letras (ABL).
Entre suas obras estão : A Herança de Apolo, Memórias de um Tradutor de Poesia, Encontros em Ouro Preto: Contos Fantásticos, As Desventuras da Graça, O Cântico dos Cânticos – Um Ensaio de Interpretação através de suas Traduções, O Mandiocal de Verdes Mãos.
O escritor traduziu ainda A Alegria, um clássico da poesia italiana escrito por Giuseppe Ungaretti (1888-1970).